# Jüdischer Friedhof (Obernkirchen)

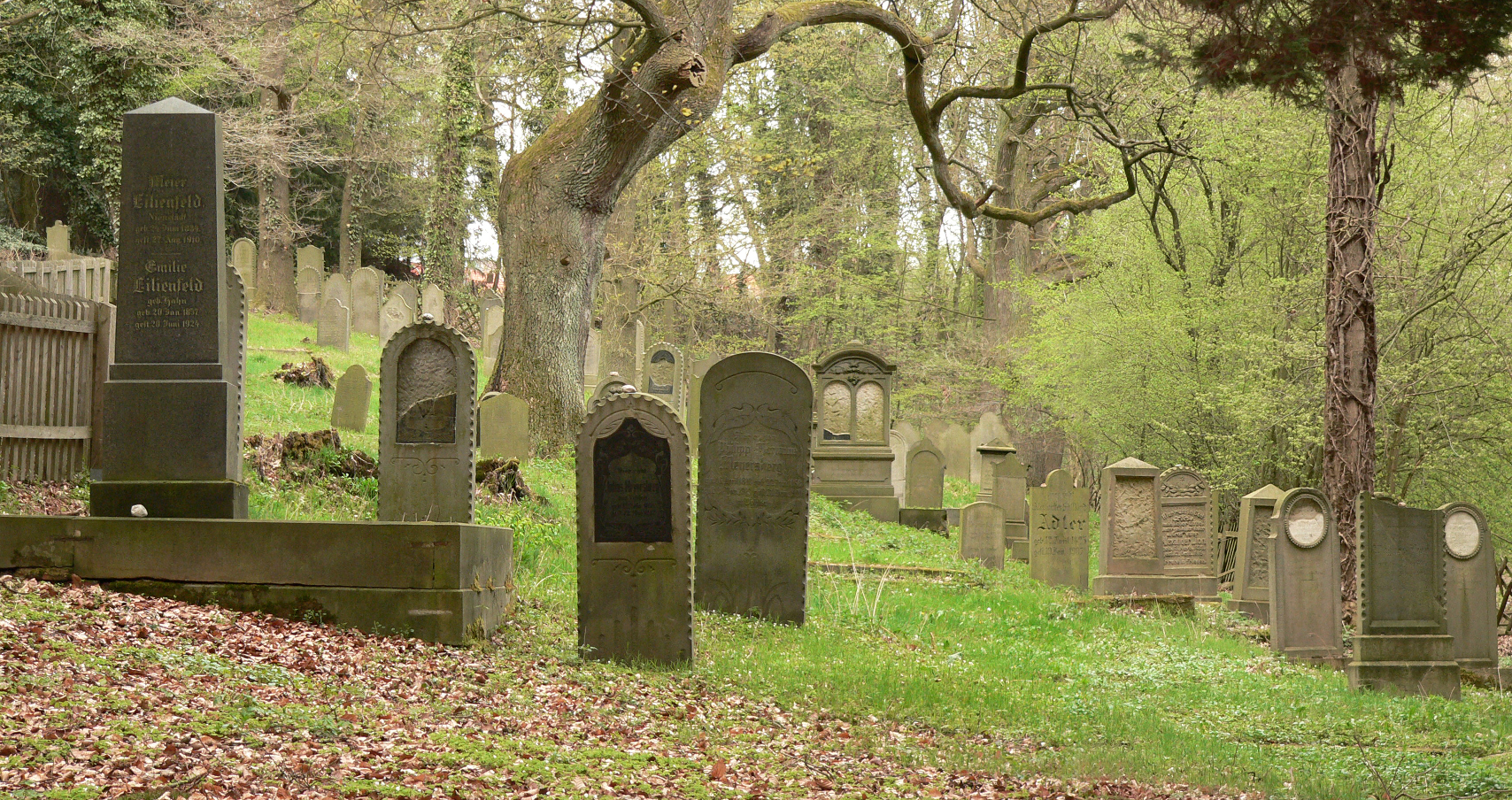
Jüdischer Friedhof Obernkirchen

Der Jüdische Friedhof Obernkirchen ist ein Friedhof in der niedersächsischen Stadt Obernkirchen im Landkreis Schaumburg. Auf dem 1.646 m² großen jüdischen Friedhof „Auf der alten Bückeburg“ sind 102 Grabsteine vorhanden. 

## Geschichte
Im Jahr 1823 wurde die Vergrößerung des vorhandenen „Totenhofes“ beantragt; genehmigt wurde sie aber erst nach 1859.
1952 erhielt die Stadt Obernkirchen gegen eine Ausgleichszahlung von 450 DM fast die Hälfte (1547 m²) des jüdischen Friedhofs. 

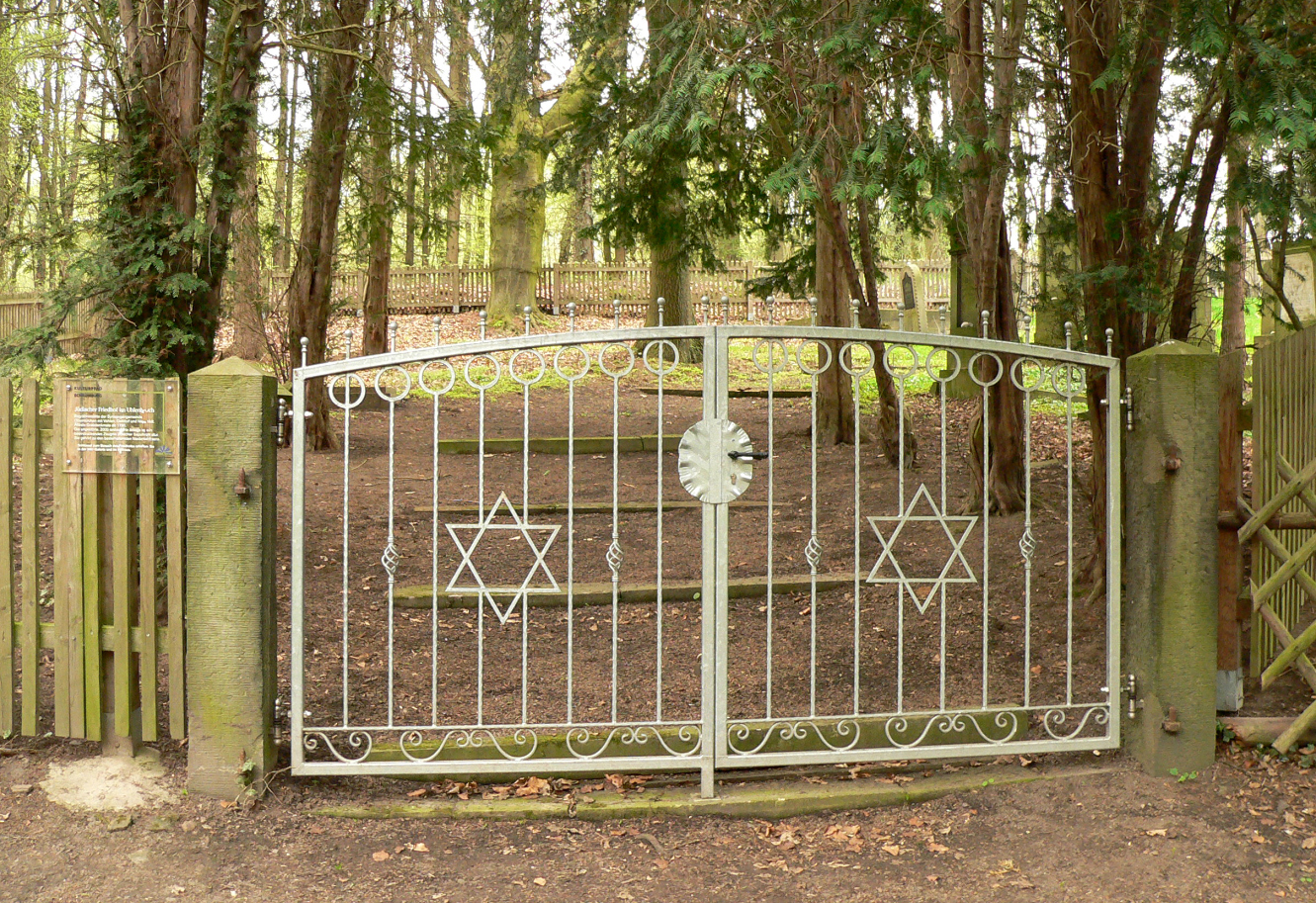
Eingangstor

Seit 1960 befindet sich der Friedhof im Besitz des Landesverbandes der Jüdischen Gemeinden von Niedersachsen. 
Im Jahr 1969 wurden 32 Grabsteine umgeworfen, in den Jahren 2006 und 2007 wurde der Friedhof erneut geschändet.